# Código de área 650

Mapa de los códigos de áreas en California mostrados en azul y en rojo el 650

650 es el código de área norteamericano para gran parte del condado de San Mateo (excluyendo la parte norte del condado) en California y parte del extremo noroeste del condado de Santa Clara, incluyendo Palo Alto, Mountain View y Los Altos.

## Localidades usando el código de área 650

### Condado de San Mateo
- Atherton
- Belmont
- Broadmoor
- Burlingame
- Colma
- Daly City (una pequeña parte usa el 415)
- East Palo Alto
- El Granada
- Emerald Lake Hills
- Foster City
- Half Moon Bay
- Highlands-Baywood Park
- Hillsborough
- Kings Mountain
- La Honda
- Ladera
- Loma Mar
- Los Trancos Woods
- Menlo Park
- Middleton Tract
- Millbrae
- Montara
- Moss Beach
- North Fair Oaks
- Pacifica
- Pescadero
- Portola Valley
- Princeton-by-the-Sea
- Redwood City
- San Bruno
- San Carlos
- San Gregorio
- San Mateo
- Sky Londa
- South San Francisco
- West Menlo Park
- Woodside

### Condado de Santa Clara
- Los Altos
- Los Altos Hills
- Loyola
- Mountain View
- Palo Alto
- Stanford